# 今治市立波方小学校
今治市立波方小学校（いまばりしりつ なみかたしょうがっこう）は、愛媛県今治市にある公立小学校。